# Hemolyse
Hemolyse (hemo = van het bloed, lysis = uit elkaar vallen, losmaken) is een term uit de fysiologie en de geneeskunde, voor het normale verschijnsel dat rode bloedcellen aan het eind van hun levensduur in het lichaam uit elkaar vallen. Bij een abnormale, verhoogde hemolyse gebeurt dit in sterkere mate dan normaal, waardoor de inhoud van de rode bloedcellen, die voornamelijk uit hemoglobine bestaat, in het bloedplasma vrijkomt. 
Bij normale hemolyse wordt het vrijkomend hemoglobine gebonden door het plasma-eiwit haptoglobine, om door het lichaam te worden hergebruikt. Als er niet voldoende ongebonden haptoglobine meer over is, bindt hemoglobine ook aan andere eiwitten in het bloedplasma, en wordt het door de nieren uitgescheiden. Een dergelijke hemoglobinurie leidt tot de verkleuring van de urine. Een verlaagde hoeveelheid ongebonden haptoglobine in het bloed is dus een aanwijzing voor een verhoogde hemolyse.
Door het verhoogde aanbod van hemoglobine aan het afbraaksysteem in de lever, kan er ook een lichte vorm van geelzucht optreden. Verder kan er bij sterke hemolyse bloedarmoede optreden, en een zeer sterke, plotselinge hemolyse, bijvoorbeeld door een foutieve bloedtransfusie met een niet-verenigbare bloedgroep, kan leiden tot ernstig, algemeen ziekzijn, tot aan overlijden toe.

## Natuurlijke afbraak

### Extravasculaire afbraak
Deze afbraak van rodebloedcellen vindt plaats buiten de bloedbaan, in de milt, de lever, het beenmerg en de lymfeklieren. Dit zorgt ervoor dat er weinig hemoglobine verloren gaat in het bloedplasma. De macrofagen in deze organen overlopen en vernietigen structureel defecte rode bloedcellen, of die met daaraan verbonden antilichamen. De macrofagen breken de RBC af tot:
- globine: deze zal worden afgebroken tot aminozuren. Deze kunnen dan opnieuw worden gebruikt.
- ijzer: wordt opgepikt door transferrine
- protoporfyrine: verlaat het weefsel als ongeconjugeerde bilirubine (bilirubine + albumine) en wordt in de lever verder omgezet tot geconjugeerde bilirubine (bilirubine + glucuronzuur)

De milt vernietigt doorgaans licht abnormale rode bloedcellen of cellen met antilichamen van het IgG-type, terwijl ernstig abnormale rode bloedcellen of cellen met antilichamen van het IgM-type in de circulatie of in de lever worden vernietigd.
Uitgebreide extravasculaire hemolyse kan leiden tot de afzetting van hemosiderine in de milt, het beenmerg, de nieren, de lever en andere organen, resulterend in hemosiderose. 
De natuurlijke afbraak van rode bloedcellen verloopt voor 90% extravasculair.

### Intravasculaire afbraak
Intravasculaire hemolyse betreft hemolyse die binnen het vasculair stelsel plaatsvindt. Als gevolg hiervan komt de inhoud van de rode bloedcel vrij in de algemene circulatie. Dit leidt tot hemoglobinemie, en tot een groter risico op een daaruit voortvloeiende hyperbilirubinemie.
Intravasculaire hemolyse heeft meestal een pathologische achtergrond. Ze kan optreden wanneer rode bloedcellen worden aangesproken door autoantilichamen,of door schade door pathogenen. Dit leidt tot een complement- bindingsreactie. De vrijgekomen hemoglobine in het bloedplasma geeft aanleiding tot:
- hemogloburie: hemoglobine die in de nieren terechtkomt
- hemosiderinurie: excretie van ijzer door de nieren
- methemoglobine: veranderde hemoglobine, die minder in staat is zuurstof aan de weefsels af te geven

## Oorzaken verhoogde hemolyse
Er zijn veel mogelijke oorzaken van verhoogde hemolyse, variërend van erfelijke afwijkingen aan de rode bloedcellen zelf, bij aandoeningen als sferocytose, ovalocytose, sikkelcelziekte, tot mechanische - bij marshemoglobinurie - of immunologische, bijvoorbeeld bij auto-immuun hemolytische anemie, oorzaken. Ook de inname van bepaalde medicijnen kan een verhoogde hemolyse veroorzaken, bijvoorbeeld dapson.

### Zwangerschappen
In pasgeborenen kan hemolytische bloedarmoede optreden ten gevolge van resus antagonisme. Dit kan  zich voordoen wanneer het bloed van de moeder resus-negatief is, en dat van de baby resus-positief. Wanneer de resus-positieve bloedcellen van het kind terechtkomen bij de moeder, bijvoorbeeld tijdens de bevalling, worden deze cellen door het immuunsysteem van de moeder als lichaamsvreemd aangezien, en begint de productie van antistoffen tegen deze cellen. De moeder wordt dan resus-sensitief genoemd.
De eerste resus-positieve zwangerschap verloopt doorgaans probleemloos, maar bij een tweede resus-positieve zwangerschap kunnen de antistoffen via de placenta bij de foetus terechtkomen, en zo de rode bloedcellen van de foetus vernietigen. 
Preventie van hemolytische anemie bij pasgeborenen kan bereikt worden door de moeder vroeg tijdens de zwangerschap een intramusculaire injectie, met anti-D-immunoglobuline toe te dienen.

### Vergiften
Vergiften die rode bloedcellen afbreken worden hemotoxinen genoemd, men vindt ze in de dierenwereld, zoals bij een aantal slangen en sommige geleedpotigen en bij paddenstoelen, zoals bij de parelamaniet en de gewone krulzoom.

## Medische microbiologie
Hemolyse verwijst in de medische microbiologie naar de afbraak van bloedcellen, in een voedingsbodem met bloed-agar, door daarop groeiende micro-organismen. Zo veroorzaken verschillende bacteriesoorten van het geslacht streptokokken, verschillende soorten van hemolyse van schapenbloed-agar. Klassiek wordt deze hemolyse onderverdeeld in alpha-, bèta- en gamma-hemolyse. 
- Bij alphahemolyse is sprake van een vergroening van de 'hof' rond een bacteriekolonie, zoals bij vergroenende streptokokken.
- Bètahemolyse leidt tot een heldere 'hof' rond een bacteriekolonie, zoals bij Streptococcus pyogenes.
- Bij het uitblijven van hemolyse  spreekt men van gammahemolyse.